# Polisportiva Aquila Montevarchi 1975-1976
Questa voce raccoglie le informazioni riguardanti la Polisportiva Aquila Montevarchi nelle competizioni ufficiali della stagione 1975-1976.

## Rosa
| N. |                   | Ruolo | Calciatore         |
| -- | ----------------- | ----- | ------------------ |
|    | Italia (bandiera) | D     | Antonio Acconcia   |
|    | Italia (bandiera) | A     | Dario Belloli      |
|    | Italia (bandiera) | D     | Vinico Brilli      |
|    | Italia (bandiera) | C     | Giorgio Bulgarelli |
|    | Italia (bandiera) | C     | Ugo Buttino        |
|    | Italia (bandiera) | C     | Marco Cioncolini   |
|    | Italia (bandiera) | D     | Nello Florio       |
|    | Italia (bandiera) | C     | Franco Galletti    |
|    | Italia (bandiera) | A     | Bruno Gattai       |

| N. |                   | Ruolo | Calciatore         |
| -- | ----------------- | ----- | ------------------ |
|    | Italia (bandiera) | P     | Oriano Gavioli     |
|    | Italia (bandiera) | A     | Lino Grassi        |
|    | Italia (bandiera) | D     | Piero Nervi        |
|    | Italia (bandiera) | C     | Giuseppe Palladino |
|    | Italia (bandiera) | D     | Giovanni Poli      |
|    | Italia (bandiera) | D     | Ebro Ravaglia      |
|    | Italia (bandiera) | D     | Marco Riva         |
|    | Italia (bandiera) | C     | Ferdinando Sena    |
|    | Italia (bandiera) | A     | Claudio Vagheggi   |